# 수리산
수리산(修理山)은 대한민국 경기도 군포시, 안양시 만안구와 안산시 상록구와 시흥시의 경계에 있는 높이 489.2m의 산이다. 면적은 1,047.5ha이다. 봉우리 및 절벽은 대체로 규암이고 계곡지대는 풍화에 약한 흑운모, 호상 편마암이나 안구상 편마암이 많고 부분적으로 백운모 및 흑운모 편암이 협재되어 있다. 봉우리는 태을봉이 가장 높으며, 이후로 관모봉, 슬기봉, 수암봉 등도 이 산의 봉우리 중 하나이다.
2009년에 경기도의 세 번째 도립공원으로 지정되었다. 북쪽 골짜기에는 한국 가톨릭교회의 신자촌(信者村)이 있다. 1951년 6.25 전쟁 당시의 수리산 전투가 이곳에서 벌어졌다.

## 명칭 유래
수리산 명칭 유래는 수리산의 빼어난 산봉의 방위가 마치 독수리같아 '수리산'이라 하는 설이 있고 또 신라 진흥왕 때 창건한 현재 속달동에 위치하고 있는 절이 신심을 닦는 성지라 하여 수리사라고 하였는데 그후 산명을 '수리산'이라 칭하였다는 설이 있다.

## 지형
청계산(618m), 광교산(582m), 관악산(629m), 백운산(564m) 등 광주산맥을 구성하고 있는 중요한 산지중의 하나로 군포시 북서쪽에 위치하고 있는 가장 큰 산으로, 태을봉(해발 489.2m)을 중심으로 남서쪽으로는 슬기봉(해발 469.3m), 북쪽으로는 관모봉(해발 426.2m), 북서쪽으로는 수암봉(해발 395m)등으로 구성되어 있다. 산계는 수리산 (태을봉 489.2m, 슬기봉 469.3m)이 군포시 서측에 남북으로 형성되어 안산시·안양시와 경계를 이루며 수리산 능선이 동서로 뻗어 군포시를 양분하고 있으며 수리산은 평지에서 갑자기 솟아 오른듯한 산계를 이루고, 봉우리 및 절벽은 대체로 규암이고 계곡지대에는 풍화에 약한 흑운모호상 편마암이나 안구상편마암이 많으며 부분적으로 백운모 및 흑운모 편암이 협재되어 있다.
|   | 이름   | 높이   |
| - | ------ | ------ |
| 1 | 태을봉 | 489.2m |
| 2 | 슬기봉 | 469.3m |
| 3 | 관모봉 | 426.2m |
| 4 | 수암봉 | 395m   |

## 사진

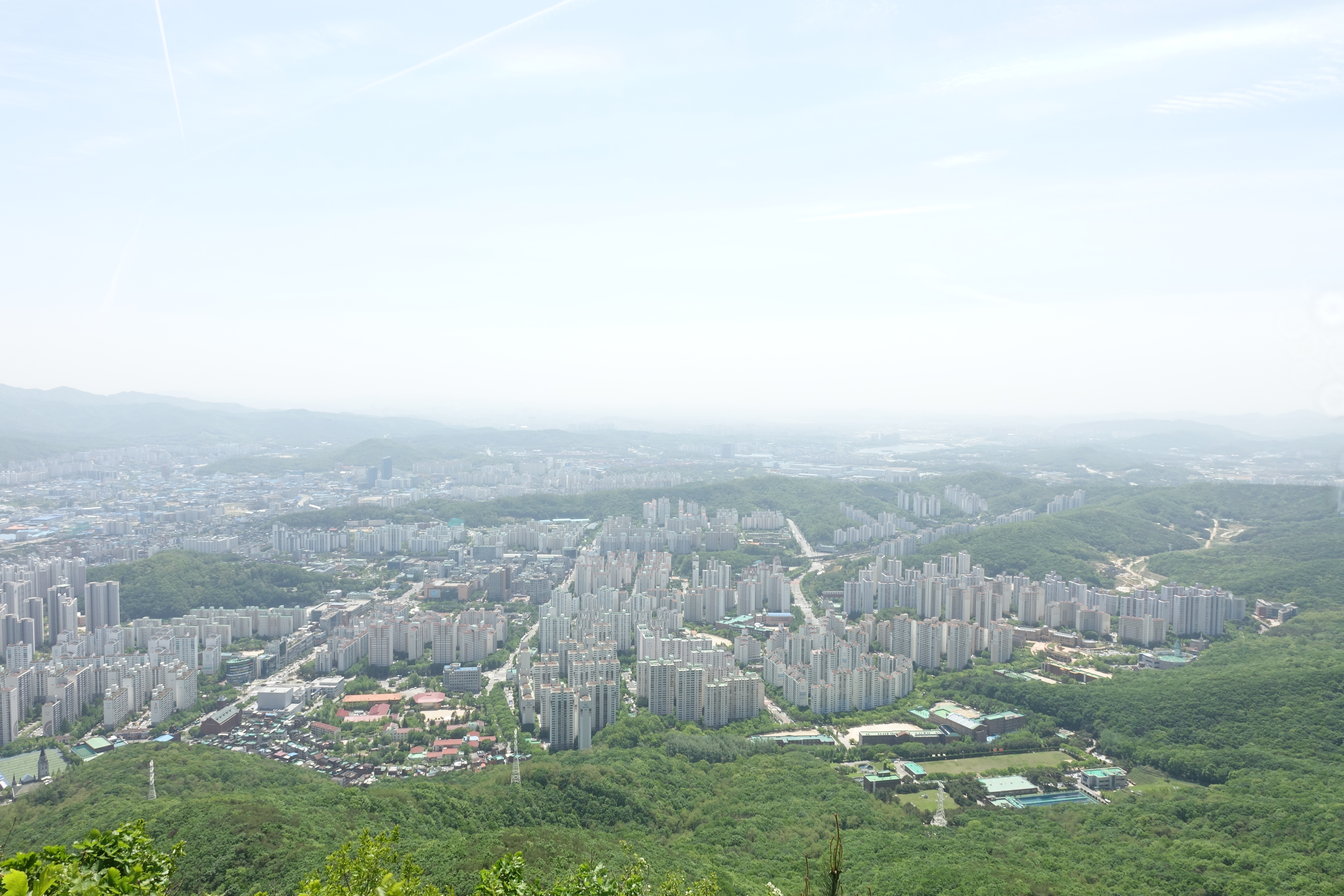
수리산에 보이는 군포시 전경

## 같이 보기
- 한국의 산
- 한남정맥
- 경기도의 산